# ヒンリヒ・ローゼ

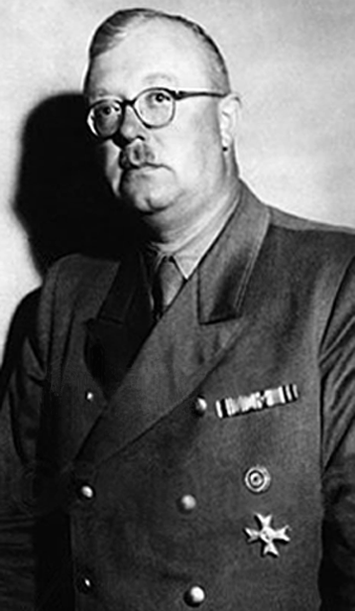
ヒンリヒ・ローゼ

ヒンリヒ・ローゼ（Hinrich Lohse　1896年9月2日 - 1964年2月25日）は、ドイツ国の政治家。国家社会主義ドイツ労働者党（ナチス党）の大管区指導者の一人。第二次世界大戦中にはオストラント総督を務めていた。

## 略歴
プロイセン王国のシュレースヴィヒ＝ホルシュタイン州のミューレンバルベク（de:Mühlenbarbek）で農家の息子として生まれる。1913年からハンブルクのブローム・ウント・フォス造船所の従業員として働く。第一次世界大戦中の1915年9月23日から負傷するまでの1916年10月30日にかけては出征した。
1923年に国家社会主義ドイツ労働者党に入党。1925年3月27日にはシュレースヴィヒ＝ホルシュタイン大管区指導者となる。1928年と1929年の間にかけてハンブルク大管区指導者の地位も兼任した。1932年7月の選挙で国会議員となる。後の1933年のナチス党の政権掌握後は、シュレースヴィヒ＝ホルシュタイン州の州総督（Oberpräsident）となった。1942年にはシュレースヴィヒ＝ホルシュタインの国家防衛委員（de:Reichsverteidigungskommissar）となる。
1941年7月17日に、オストラント国家弁務官（総督）（de:Reichskomissar）に就任し、1944年まで務めた。ラトビアにおけるゲットー建設にハンス・アドルフ・プリュッツマンと共に責任を負う。
1945年5月6日に、カール・デーニッツによってシュレスヴィヒ＝ホルシュタイン州の最高責任者から解任された。
戦後まもなくイギリス軍によって逮捕された。1948年に刑務所内で懲役10年に刑を宣告されたが、病のため1951年に釈放された。シュレースヴィヒ＝ホルシュタイン州総督時代の年金はシュレースヴィヒ＝ホルシュタイン州議会によって撤回された。1964年2月25日に死去するまでミューレンバルベクで余生を過ごした。